# Tandou

## Localización y Datación
En 1967, el químico y geólogo Duncan Merrilees (Sidney, 1922-2009) descubrió un cráneo en la región de los Lagos Willandra, concretamente en el Lago Tandou, 150km al noroeste del Lago Mungo. Fue localizado en la superficie de la luneta del lago junto a un conchero. Según los estudios, las conchas tienen una antigüedad de aproximadamente 15.000 años. En principio, el cráneo fue estrechamente relacionado con las conchas, sugiriéndo que tenían la misma antigüedad, pero esta relación ha sido discutida y solo se puede afirmar que se trata de un individuo de entre 20 y 25 años (Freedman y Lofgren) que vivió entre el Último Máximo Glaciar y el final del Pleistoceno (Pardoe 1993). El cráneo se encuentra conservado en el Museo del Oeste Australiano, situado en la ciudad de Perth, Australia.

## Características
El cráneo de Tandou muestra una mezcla de rasgos: una frente redondeada y pronunciada y una región supraorbital frágil, aunque su bóveda craneal es gruesa. Esto refuerza el apunte de Brown sobre la diversidad de los humanos del pleistoceno (Freedman y Lofgren 1983).
El cráneo fue considerado similar a otros encontrados en el Lago Nitchie y en Keilor, sobre todo morfológicamente, pero el Cráneo 1 del Lago Kow tiene unos rasgos propiamente característicos, diferentes de los otros 3. De la misma manera, cada uno de los 4 cráneos encontrados son diferentes de otros cráneos encontrados en el Valle del Río Murray. De acuerdo a Freedman y Lofgren, el Cráneo de Tandou encaja bien en el grupo 'grácil', pero su bóveda craneal es muy gruesa, así como la de los denominados "cráneos robustos".

## Comparaciones
Los esqueletos del Pleistoceno encontrados en el Lago Kow, el Arroyo de Coobool, Keilor y las cercanías del Lago Mungo han sido interpretados mediante dos comparaciones. La primera con viejos esqueletos encontrados en el Sudeste Asiático, tales como los de Wadjak, Ngandong y Sangiran en Indonesia. Esta comparación ha sido utilizada para evaluar si los antiguos recolectores australianos descendieron de anteriores homínidos que vivían en el Sudeste Asiático, o bien si estos fueron descendientes de otros humanos que emigraron de lugares más remotos. Se hizo una segunda comparación con otros esqueletos encontrados en el Sudeste Australiano, los cuales abarcaban desde la era pleistocénica hasta el más reciente Holoceno. Las muestras del Holoceno incluyen especímenes encontrados en el Lago Nitchie (Macintosh, 1971), Mossgiel (Freedman, 1985), Swamport (Pardoe 1988) y Roonka (Pretty, 1977. Prokopec, 1979), además del centenar de esqueletos encontrados en el Valle del Río Murray, los cuales están sexualmente clasificados pero sin datar, aunque se asume que todos tienen menos de 5000 años (Pietrusewsky, 1979. Brown, 1989). Estas comparaciones permiten hacer declaraciones sobre como los humanos del pleistoceno tardío alcanzaron la forma física de los aborígenes que viven actualmente en el Sudeste Australiano.